# 保高みさ子
保高 みさ子（やすたか みさこ、1914年5月15日 - 2010年7月25日）は、日本の小説家。旧姓は佐藤、本名はミサヲ。夫は作家の保高徳蔵。
東京生まれ、松山高等女学校卒。保高徳蔵の『文藝首都』に参加し、作家として活動。1950年から『小説新潮』『小説公園』などに短編を発表。『文藝首都』を描いた『花実の森』が代表作。心筋こうそくのため埼玉県内の病院で死去。享年96。

## 著書
- 『女の歴史』、新潮社、1950年 / 河出書房、1956年
- 『その愛と性のたたかい 女性のための人生論』、日本文芸社、1965年
- 『女体告白物語』、第二書房、1968年 (Night books)
- 『花実の森 小説文藝首都』、立風書房、1971年 / 『花実の森 小説「文藝首都」』、中公文庫、1978年
- 『明日がある』、講談社、1973年
- 『秩父事件の女たち』、講談社、1987年 - 秩父事件

## 脚註
1. ↑  作家保高みさ子さん死去 共同通信ヘッドライン 2010年8月16日閲覧